# 白点伴兰
白点伴兰（学名：Rhomboda tokioi），又名白肋角唇兰，为兰科角唇兰属下的一个种。